# Le Combat des enfants fantômes
 (janvier 2021).
La mise en forme du texte ne suit pas les recommandations de Wikipédia : il faut le « wikifier ».
Les points d'amélioration suivants sont les cas les plus fréquents. Le détail des points à revoir est peut-être précisé sur la page de discussion.
- Les titres sont pré-formatés par le logiciel. Ils ne sont ni en capitales, ni en gras.
- Le texte ne doit pas être écrit en capitales (les noms de famille non plus), ni en gras, ni en italique, ni en « petit »…
- Le gras n'est utilisé que pour surligner le titre de l'article dans l'introduction, une seule fois.
- L'italique est rarement utilisé : mots en langue étrangère, titres d'œuvres, noms de bateaux, etc.
- Les citations ne sont pas en italique mais en corps de texte normal. Elles sont entourées par des guillemets français : « et ».
- Les listes à puces sont à éviter, des paragraphes rédigés étant largement préférés. Les tableaux sont à réserver à la présentation de données structurées (résultats, etc.).
- Les appels de note de bas de page (petits chiffres en exposant, introduits par l'outil «  Source ») sont à placer entre la fin de phrase et le point final[comme ça].
- Les liens internes (vers d'autres articles de Wikipédia) sont à choisir avec parcimonie. Créez des liens vers des articles approfondissant le sujet. Les termes génériques sans rapport avec le sujet sont à éviter, ainsi que les répétitions de liens vers un même terme.
- Les liens externes sont à placer uniquement dans une section « Liens externes », à la fin de l'article. Ces liens sont à choisir avec parcimonie suivant les règles définies. Si un lien sert de source à l'article, son insertion dans le texte est à faire par les notes de bas de page.
- La présentation des références doit suivre les conventions bibliographiques. Il est recommandé d'utiliser les modèles {{Ouvrage}}, {{Chapitre}}, {{Article}}, {{Lien web}} et/ou {{Bibliographie}}. Le mode d'édition visuel peut mettre en forme automatiquement les références.
- Insérer une infobox (cadre d'informations à droite) n'est pas obligatoire pour parachever la mise en page.

Pour une aide détaillée, merci de consulter Aide:Wikification.
Si vous pensez que ces points ont été résolus, vous pouvez retirer ce bandeau et améliorer la mise en forme d'un autre article.
Pour plus de détails, voir Fiche technique et Distribution.
Le Combat des enfants fantômes est un film documentaire français de 52 minutes réalisé par Jean Crousillac, sorti en 2020.

## Synopsis
Au Bénin, le maire de Dogbo a conclu avec son homologue belge de Roeselare un partenariat de coopération pour l'enregistrement des naissances, contribuant à lutter contre le phénomène des « enfants fantômes », qui n’ont pas eu d'actes de naissance et n'ont donc aucune existence légale. 
Des actions fortes et ciblées sont menées en matière d’équipement, de recrutement, de formation et de sensibilisation. En mission dans le pays berceau du vaudou, la délégation belge fera de belles rencontres et devra tenir compte de la culture locale et des traditions pour offrir au projet un plein et franc succès.

## Fiche technique
(novembre 2020).
- Titre original : Le Combat des enfants fantômes
- Titre anglais ou international : The Ghost Children Fight
- Durée : 52 minutes
- Format : couleur - Full HD - 16/9
- Langues originales : français, anglais, néerlandais, aja
- Pays d'origine : France
- Date de sortie : 2020
- Personnages principaux : Vincent Codjo Acakpo (maire de Dogbo), Kris Declercq (Maire de Roulers), Maurice Gbotonhoun (chef de l'état civil à Dogbo), Delphine Lerouge (Chef de projet Nord-Sud à Roulers)
- Réalisation : Jean Crousillac[1]
- Image : Maëlenn Dujardin
- Montage : Emmanuel Hubert
- Mixage : Fabrice Levasseur
- Etalonnage : Léa Dislaire
- Musique synchronisée : Mutoto Kwanza (Angélique Kidjo), Focus (Nneka)
- Producteur délégué : Backpack Productions

## Genèse du projet
Le Combat des enfants fantômes met en lumière le projet de coopération décentralisée pour l'enregistrement des naissances mené par les villes de Roulers (Belgique) et Dogbo (Bénin) qui ont remporté la première édition des PLATFORMAwards, initiative européenne visant à récompenser l'excellence de l'action internationale des villes et régions, lancée par la coalition pan-européenne PLATFORMA sous l'égide du Conseil des communes et régions d'Europe.
Parmi 42 projets de coopération décentralisée menés par 75 collectivités issues de 30 pays soumis en 2018, le partenariat a été plébiscité par un jury indépendant d'experts de l'Union européenne et des Nations unies pour son impact et pour son caractère reproductible, et s'est vu récompensé par la production d'un premier reportage de 20' accessible à tous, au titre de l'exemple qu'il représente pour les collectivités du monde et dont le rayonnement est d'intérêt général. Sur l'initiative du producteur appuyé par les partenaires institutionnels du projet initial, une mobilisation participative réunissant citoyens, société civile et secteur privé a permis d'élargir le format du reportage initiale avec la réalisation d'un documentaire de 52' abordant plus largement les thématiques suivantes : droit à l’identité, solidarité internationale, développement local, coopération décentralisée et objectifs de développement durable.

## Objectif d'intérêt général et sélection officielle en festival
Le Combat des enfants fantômes est une production à but non lucratif dont l'objectif est de rendre le film accessible à tous en ligne pour contribuer à la lutte mondiale contre le phénomène des enfants fantômes et offrir un avenir meilleur à des millions d'enfants. En ce sens le projet a été soumis à l'édition 2020 des SDG Action Awards des Nations unies.
En 2021, le film a fait l'objet d'une sélection officielle aux côtés de 10 autres documentaires au festival Au Cinéma Pour les Droits Humains d'Amnesty International France avec une diffusion publique programmée à Nice le 18 mars 2021, et a remporté le prix du Meilleur long métrage documentaire.

## Enregistrement des naissances et Objectifs de Développement Durable
La problématique de l'enregistrement des naissances est au cœur des droits de l'enfant et des objectifs de développement durable des Nations unies, dont le chapitre 16.9 vise à « garantir à tous une identité juridique, notamment grâce à l’enregistrement des naissances ». Les ODD visent à répondre d'ici 2030 aux défis mondiaux auxquels l'humanité est confrontée, notamment ceux liés à la pauvreté, aux inégalités, au climat, à la dégradation de l’environnement, à la prospérité, à la paix et à la justice.
À l'image de ces objectifs interconnectés, le non-enregistrement des naissances entraîne l'absence d’existence légale et de tout droit humain, faisant des enfants concernés les proies des pires abus : déscolarisation, travail infantile, mariage forcé, prostitution, voire enfants soldats. Pour y remédier, les collectivités territoriales sont aux premières loges pour faciliter les procédures auprès de populations et pour sensibiliser les populations à la problématique.
En Afrique subsaharienne, un grand nombre de pays a un taux d'enregistrement des naissances inférieur à 50 % mais au Bénin, qui a longtemps été un des pays les plus touchés au monde, le taux d'enregistrement des naissances est passé de 60 % en 2006 à 86 % en 2017, l'un des taux les plus élevés en Afrique de l'Ouest et du Centre.